# Istituto Europeo di Design
Das Istituto Europeo di Design (kurz IED) ist eine private Designschule mit Hauptsitz in Mailand, Italien.
Die Schule wurde 1966 von Francesco Morelli (Fondazione Francesco Morelli) gegründet und hat ihren Hauptsitz in Mailand sowie Niederlassungen in Rom (1983), Cagliari (1984), Turin (1989), Madrid (1994), Barcelona (2002), São Paulo (2005), Venedig (2007), Florenz (2009) und Rio de Janeiro (2014). 2009 wurde die Aldo Galli Academy of Fine Arts in Como übernommen, 2014 die Cassino da Urca in Rio de Janeiro und 2020 das Centro Superior de Diseño Kunsthal in Bilbao.

## Fakultäten
Die Schule ist in vier Disziplinen gegliedert:
- Design School
- Communication School
- Fashion School
- School of Art and Restoration
- School of Visual Arts

Das Lehrangebot bietet 29 verschiedene Studiengänge von dreijähriger Dauer an mit Bachelor-, Master- und Diploma-Abschlüssen und erfolgt in den Sprachen Englisch, Italienisch, Spanisch und Portugiesisch.